# Női 3 × 5 km-es sífutóváltó az 1968. évi téli olimpiai játékokon
Az 1968. évi téli olimpiai játékokon a sífutás női 3 × 5 km-es váltó versenyszámát február 16-án rendezték Autransban. Az aranyérmet a norvég csapat nyerte meg. A versenyszámban nem vett részt magyar csapat.

## Végeredmény
Az időeredmények másodpercben értendők.
| Helyezés | Csapat                                                                              | Idő                               |
| -------- | ----------------------------------------------------------------------------------- | --------------------------------- |
| Arany    | Norvégia (NOR) · Inger Aufles · Babben Enger-Damon · Berit Mørdre                   | 57:30,0 19:08,0 19:19,5 19:02,5   |
| Ezüst    | Svédország (SWE) · Britt Strandberg · Toini Gustafsson · Barbro Martinsson          | 57:51,0 19:46,7 18:56,7 19:07,6   |
| Bronz    | Szovjetunió (URS) · Alevtyina Kolcsina · Rita Acskina · Galina Kulakova             | 58:13,6 19:32,8 19:31,2 19:09,6   |
| 4.       | Finnország (FIN) · Senja Pusula · Marjatta Muttilainen-Olkkonen · Marjatta Kajosmaa | 58:45,1 19:32,4 19:51,6 19:21,1   |
| 5.       | Lengyelország (POL) · Weronika Budny · Józefa Czerniawska-Pęksa · Stefania Biegun   | 59:04,7 19:33,8 19:59,1 19:31,8   |
| 6.       | NDK (GDR) · Renate Fischer-Köhler · Gudrun Schmidt · Christine Nestler              | 59:33,9 20:01,6 19:27,3 20:05,0   |
| 7.       | NSZK (FRG) · Michaela Endler · Barbara Barthel · Monika Mrklas                      | 1:01:49,3 20:11,4 21:14,2 20:23,7 |
| 8.       | Bulgária (BUL) · Velicska Pandeva · Nadezsda Vaszileva · Cvetana Szotirova          | 1:05:35,7 21:50,4 21:07,5 22:37,8 |